# Veliki Vrh, Cirkulane
Veliki Vrh je naselje v Občini Cirkulane. Infrastruktura zaselkov in samega Velikega Vrha je urejena, vendar pa se vedno prevladuje visja starostna skupina prebivalstva, mladih ki bi se odlocili za stalno bivanje na teh hribih je malo.
Po celotnem zaselku Veliki vrh so vidni ostanki srednjeveskih religijskih objektov in znamenj, kot so cerkvica ki je bila porusena in pozgana v enem izmed zadnjih turskih vpadov v 14.stol. v teh krajih, ter vecje stevilo kuznih znamenj in sakralnih objektov ki se vecinoma danes skrivajo v neurejenem gozdnem rastju.
Izredno lepi razgledi na nizinske kraje ki lezijo v dolinah med Haloskimi grici, v smer Dravskega polja, Ptuja, Ptujskega polja, vse do Mariborskega Pohorja, zaselke, mesta in vasi med hojo po teh haloskih gricih, ob lepem vremenu se lepo vidi tudi Blatno jezero na Madzarskem, Mariborsko pohorje je na dosegu roke. Kraju kraljuje danes lepo urejena cerkvica Sv. Ane iz 17. stol. ki na idilicnem kraju kjer stoji krasi in privablja vedno vecje stevilo romarjev in obiskovalcev, turistov iz blizu in dalec, tudi z vsakoletnim Aninim praznikom v mesecu juliju.
Vinorodno obmocje Haloz, ene izmed najboljsih vinskih leg v svetovnem merilu so v tem delu Haloz in samem Velikem vrhu ter okoliskih gricih.
Ogromno je vikend obiskovalcev, kolesarjev, pohodnikov, tudi objektov, ki so danes vecinoma novogradnje in lepo urejeni, sluzijo kot vikendi in zacasna bivalisca, ljudem iz Slovenije in tujine, tu poteka Haloska planinska pot, z zacetkom v Cirkulanah (gostisce Krona) in se koncuje na drugi strani Haloz, celotna trasa poti poteka po Haloskih hribih in dolinah in lahko traja tudi vec dni da se jo zakljuci v celoti.